# Roy Vernon
Thomas Royston Vernon (* 14. April 1937 in Ffynnongroew, Flintshire; † 4. Dezember 1993) war ein walisischer Fußballspieler.

## Leben und Karriere
Vernon begann seine Karriere bei den Blackburn Rovers im Alter von 18 Jahren. 1960 wechselte er zum FC Everton für eine Ablösesumme von 27.000 £. Sein Debüt für die Toffees gab er noch im selben Jahr. Er war der beste Torschütze und Kapitän des FC Everton beim Meisterschaftstriumph 1963. Vernon war ein sehr schlanker Mensch mit einer Adlernase, er hatte einen guten Schuss, perfekten Torriecher und eine gute Technik. Ein ehemaliger Mitspieler sagte über Vernon, dass er aussehe wie Pinocchio. Weiters war er bekannt für seine Kaltschnäuzigkeit bei Elfmetern. 1965 verließ er Everton Richtung Stoke City für 40.000 £ bevor er seine Karriere in Südafrika ausklingen ließ. International spielte er 32 Mal für die walisische Fußballnationalmannschaft und erzielte dabei acht Treffer. Er war auch Mitglied der walisischen Auswahl zur Fußball-Weltmeisterschaft 1958 in Schweden. Aufgrund seines größten Lasters Rauchen bekam Vernon Krebs und starb 1993 an dieser Krankheit.

## Erfolge
- englische Meisterschaft 1963
- Teilnahme an der Fußball-WM 1958 in Schweden